# Spodiopsar cineraceus
El estornino gris (Spodiopsar cineraceus) es una especie de ave paseriforme de la familia Sturnidae. Es nativo del este de Asia, donde es un ave común y conocida en gran parte de su área de distribución.

## Distribución y hábitat
Su área de reproducción abarca el centro y noreste de China, este de Mongolia, Corea, Japón y el sureste de Siberia. En invierno, las aves de las regiones más frías migran al sur, al este y sur de China, Corea del Sur, el sur de Japón, Taiwán y el norte de Vietnam con aves vagabundas que llegan a las Filipinas, Tailandia y Birmania. Hay un registro de Homer, Alaska en 1998.
Habita bosques, tierras de cultivo y campos abiertos, también se ha adaptado a parques y jardines de áreas urbanas. Es más común en áreas de tierras bajas (generalmente por debajo de los 700 m en Japón). Tiene una dieta variada que incluye frutas e insectos tales como grillos topo.

## Reproducción
La temporada de reproducción se extiende de marzo a julio y, a menudo, hace dos puestas de huevos durante ese tiempo. El nido es construido en el agujero de un árbol o edificio o en una caja. La puesta consiste de cuatro a nueve huevos que son incubados durante 14 a 15 días. Las aves jóvenes abandonan el nido de 13 a 15 días después de la eclosión.